# Vico Morcote
Vico Morcote é uma comuna da Suíça, no Cantão Tessino, com cerca de 276 habitantes. Estende-se por uma área de 1,88 km², de densidade populacional de 147 hab/km². Confina com as seguintes comunas: Brusino Arsizio, Carona, Melide, Morcote.
A língua oficial nesta comuna é o Italiano.